# Röd grästrådklubba
Röd grästrådklubba (Typhula incarnata) är en svampart som beskrevs av Lasch 1838. Röd grästrådklubba ingår i släktet Typhula och familjen trådklubbor.  Arten är reproducerande i Sverige. Inga underarter finns listade i Catalogue of Life.

## Förekomst och betydelse
Röd trådklubba angriper främst höstkorn, men även råg och andra gräsarter. 
Den kan få höstkorn att utvintra och är en allvarlig växtsjukdom. Sjukdomen kan leda till en 25 % minskning i avkastning. 

## Biologi
Svampens vilkroppar ,dess sklerotier, börjar gro på hösten och infekterar höstsådda grödor. Ett snötäcke gynnar utvecklingen av svampen då det skapar en fuktig isolerande miljö. En temperatur mellan 2 och 10 grader främjar svampens utveckling. Stressade grödor och manganbrist kan orsaka större skador av sjukdomen.
På våren när snön smält kan man se symptom av sjukdomen. På stjälkens bas och döda växtdelar kan 1-2 mm långa brunröda sklerotier synas. Man kan även se ett gråvitt mycel. Delar av eller hela växten är då sloken eller död. Smittade plantor kan dock överleva så länge tillväxtpunkten inte blivit skadad, sjukdomen brukar dock resultera i dålig tillväxt. 
Vilkropparna kan överleva tre till fyra år i jorden och är en växtföljdssjukdom. 

## Förebyggande åtgärder
För att motverka angrepp av röd trådklubba bör man inte odla korn med mindre än 4 års mellanrum.
Undvika tidig sådd.
Bruka ned skörderester från stråsäd.
Bekämpa ogräs som kan vara vektor för smittan. 